# 黑白棋 (1985年游戏)
黑白棋（英语：Reversi或Othello），是1985年随Windows 1.0推出的Windows小游戏。AI对手是游戏的一大特色，直到Windows 3.0时，该游戏被移除。
值得注意的是，Windows Me和XP中包含一个Internet联机版本。

## 版本历史
黑白棋的原始版本包含在Windows 1.0中，并以其具有挑战性的人工智能而闻名。Windows 3.0版本中增加了帮助支持。Windows 3.1中已开发出具有更新图形和动画的黑白棋，但已被微软纸牌合集（Solitaire）取代。然而，一些用户设法使用隐藏的游戏文件让黑白棋在Windows 95和98上运行。此特性已从后来的基于NT的Windows版本中完全删除。
Windows Me和XP提供了Internet版本的黑白棋，但不再包含在Windows Vista中，并且服务器自2019年7月起不再运行。第三方版本可从Microsoft Store在线获取。